# Valea Leventina
Valea Leventina („Valle Leventina”, „Leventina”) este așezată pe cursul râului Ticino în cantonul Tessin, Elveția. Valea se întinde între pasul Gotthard până la localitatea Biasca. Valea Leventina împreună cu Val Bedretto alcătuiesc districtul Leventina (Distretto di Leventina).